# Macalpinomyces elionuri-tripsacoidis
Macalpinomyces elionuri-tripsacoidis är en svampart som beskrevs av Vánky 2003. Macalpinomyces elionuri-tripsacoidis ingår i släktet Macalpinomyces och familjen Ustilaginaceae.   Inga underarter finns listade i Catalogue of Life.